# 多摩 (小惑星)
多摩（たま、1089 Tama）は、フローラ族に属する小惑星。1927年（昭和2年）11月17日に、三鷹の東京帝国大学天文台（現：国立天文台）で及川奥郎によって発見された。
天文台の近くを流れていた多摩川に因んで命名された。

## 衛星
2003年12月24日から翌2004年1月5日にかけての光度観測（蝕変光）により衛星の存在が発見され、同1月24日付けで発表。S/2003 (1089) 1 と仮符号が付けられた。
なお、発表者は多数にて、外部リンクにあるIAUC 8265（原文）を参照されたい。
衛星の直径は約9km。主星（直径約13km）との比率でいえば極めて大きく、二重小惑星と呼ぶこともできる。小惑星間の距離は約20km。0.6852±0.0002日の周期（自転と同期）で互いに公転しており、主星と接触している可能性もある。